# Nizozemskoantilski gulden
Nizozemskoantilski gulden, ISO 4217: ANG je valuta Nizozemskih Antila. Dijeli se na 100 centi, a u domaćem platnom prometu označava se kraticom NAf.
Tečaj guldena vezan je uz tečaj američkog dolara u odnosu 1.79 ANG za 1 USD. Središnja banka izdaje kovanice od 1, 5, 10, 25, 50 centi, 1, 2.5 i 5 guldena, te novčanice od 5, 10, 25, 50, 100 i 250 guldena.

## Vanjske poveznice
- Središnja banka Nizozemskih Antila  Arhivirana inačica izvorne stranice od 7. studenoga 2008. (Wayback Machine)